# Szeptember 30.
Szeptember 30. az év 273. (szökőévben 274.) napja a Gergely-naptár szerint. Az évből még 92 nap van hátra.
Névnapok: Jeromos + Becse, Felícia, Honóra, Honória, Honorina, Honóriusz, Hunor, Izméne, Jeronima, Laborc, Médea, Norina, Örs, Szofi, Szófia, Viktor, Zsófi, Zsófia

## Események
- 1452 – Megjelenik az első nyomtatott könyv, Johannes Gutenberg Bibliája.
- 1651 – Házasságot kötött az utrechti Katalin-templomban Apáczai Csere János és Aletta van der Maet, a jómódú polgárlány; az ifjú tudós férj apósa házába költözött, és itt kezdte meg a Magyar encyclopaedia munkálatait.
- 1681 – XIV. Lajos francia király hadserege megszállja Elzászt és Strasbourg-t.
- 1791 – Mozart Varázsfuvola című operájának első bemutatója, a szövegkönyvíró Emanuel Schikaneder színházában Bécsben.
- 1846 – William T. G. Morton első alkalommal próbálja ki betegen az  étert.
- 1863 – A nagyszebeni csonka erdélyi országgyűlés törvénybe iktatja az októberi diplomát (Birodalmi Tanács: költségvetés, hadkötelezettség, kereskedelem, bank- és adóügyek, többi ügyeket tartományi gyűlések intézték, magyar kormányszékek visszaállítása), és a februári pátenst (az októberi diploma végrehajtási okiratát).
- 1867 – Magyarország 60 millió forint kölcsönt vesz fel Ausztriától
- 1867 – Az USA ellenőrzése alá vonja a Midway-szigeteket.
- 1882 – A világ első vízierőművét üzembe helyezik a Fox folyón (Appleton, Wisconsin állam).
- 1901 – Franciaországban kötelezővé teszik a rendszámtáblát minden járművön, amely a 30 km/h sebességet képes elérni.
- 1902 – A Győri Vagongyárban 1700 munkás sztrájkba kezd.
- 1935 – George Gershwin "Porgy és Bess" c. operájának első bemutatója Bostonban.
- 1944 – Újra megjelenik Budapesten az illegálisan kiadott "Szabad Nép" újság.
- 1954 – Vízre bocsátják az első atom-meghajtású vízi járművet, az amerikai "Nautilus" tengeralattjárót.
- 1956 – Gerő Ernő és Tito találkozója Belgrádban.
- 1960 – Bemutatják a "Frédi és Béni, avagy a két kőkorszaki szaki" c. rajzfilmet. Ez az első, főműsoridőben adott rajzfilm.
- 1961 – Szíria kikiáltja az Arab Köztársaságot.
- 1966 – Becsuánaföld elnyeri függetlenségét Nagy-Britanniától és Botswana néven új állammá alakul.
- 1967 – Megindul a BBC Radio 1 adása. A többi nemzeti rádióadás is numerikus nevet kap.
- 1968 – Az első Boeing 747-es repülőgép megépítése.
- 1975 – Bejrút partjainál – máig tisztázatlan körülmények között – lezuhan a Malév 240-es számú járata, fedélzetén 50 utassal és 10 főnyi személyzettel.
- 1977 – Letartóztatják a július közepén Franciaországban eltűnt Klaus Croissant-t, a Baader-Meinhof-csoport védőügyvédjét.
- 1980 – Bevezetik az Ethernet specifikációt, a Xerox szabványában az Intel és a Digital Equipment működött közre.
- 1981 – Szöul (Dél-Korea) kapja meg az 1988. évi nyári olimpiai játékok megrendezési jogát
- 1986 – Magyarországon ülésezik a Nemzetközi Mauthausen Bizottság.
- 1986 – Az izraeli titkosszolgálat (Moszad) ügynökei Rómában elrabolják és Izraelbe hurcolják Mordechai Vanunu zsidó mérnököt (később elítélik, Izrael eltitkolt atomfegyverkezési programjának kiszivárogtatásáért).
- 1988 – Andrej Gromiko, volt szovjet külügyminiszter visszavonul politikától.
- 1988 – Az Elnöki Tanács törvényerejű rendeletet ad ki az "1956. október 23. – 1957. május 1. közötti időben elkövetett bűncselekmények" miatt elítéltek kegyelemben részesítéséről. A kegyelem nem terjed ki azokra, akiket hazaárulás vagy kémkedés miatt, ill. köztörvényes bűncselekmény vádjával ítéltek el.
- 1988 – A Magyar Katolikus Püspöki Kar felkéri az Európai Parlamentet, hogy legközelebbi ülésén foglalkozzék a romániai "falurendezési" tervvel.
- 1990 – Lezajlanak a II. világháború utáni első demokratikus önkormányzati választások Magyarországon. A részvételi arány a 40%-ot sem éri el. A kisebb településeken a függetlenek, a nagyobb településeken és a fővárosban az ellenzék képviselői kerülnek többségbe.
- 2002 – A Debreceni Főnix Csarnok átadási ünnepsége.
- 2007 – Előrehozott parlamenti választások Ukrajnában.
- 2007 – Beiktatják hivatalába az új román pátriárkát, Daniel Ciobotea – korábbi metropolitát – a bukaresti ortodox patriarkális székesegyházban.
- 2008 – Átadják a Megyeri hidat.

## Sportesemények
Formula–1
- 1979 –  kanadai nagydíj, Montreal - Győztes:  Alan Jones (Williams Ford)
- 1990 –  spanyol nagydíj, Jerez - Győztes:  Alain Prost (Ferrari)
- 2001 –  amerikai nagydíj, Indianapolis - Győztes:  Mika Häkkinen (McLaren Mercedes)
- 2007 –  japán nagydíj, Fuji - Győztes:  Lewis Hamilton (McLaren Mercedes)
- 2018 –  orosz Nagydíj, Sochi International Street Circuit - Győztes: Lewis Hamilton (Mercedes)

## Születések
- 1715 – Étienne Bonnot de Condillac francia filozófus († 1780)
- 1732 – Jacques Necker svájci politikus, francia pénzügyi államtitkár († 1804)
- 1737 – Morten Thrane Brünnich dán zoológus, mineralógus († 1827)
- 1751 – Johann Georg Bach német zeneszerző († 1797)
- 1765 – José María Morelos, a mexikói függetlenségi háború egyik legjelentősebb vezére († 1815)
- 1802 – Antoine Jérôme Balard francia vegyész, a bróm felfedezője († 1876)
- 1846 – Carl Schuch osztrák festőművész († 1903)
- 1847 – Hugonnai Vilma grófnő, az első magyar orvosnő († 1922)
- 1859 – Benedek Elek magyar író, meseíró, újságíró († 1929)
- 1861 – ifj. William Wrigley a „Wrigley” rágógumi gyártója († 1932)
- 1861 – Szabolcska Mihály magyar költő, az MTA tagja († 1930)
- 1863 – Reinhard Scheer német admirális († 1928)
- 1865 – Grósz Emil orvos, szemész, 1905–1936 között a budapesti I. számú szemklinika igazgatója († 1941)
- 1877 – Kelemen Lajos magyar történész, az MTA tagja († 1963)
- 1882 – Hans Geiger német fizikus († 1945)
- 1908 – David Ojsztrah ukrán származású hegedűművész, karmester († 1974)
- 1919 – Cecil Green amerikai autóversenyző († 1951)
- 1919 – Hollósy Pál magyar színész
- 1919 – Roberto Bonomi argentin autóversenyző († 1992)
- 1920 – Kovács Gyula Jászai Mari-díjas magyar bábművész, színész, bohóc, rendező, érdemes művész († 1985)
- 1921 – Deborah Kerr skót színésznő († 2007)
- 1927 – Bajor Andor romániai magyar író, műfordító († 1991)
- 1928 – Elie Wiesel partiumi származású Nobel-békedíjas amerikai író († 2016)
- 1931 – Angie Dickinson (er. Angeline Brown) amerikai színésznő
- 1934 – Földy László Európa-bajnok magyar asztaliteniszező († 2015)
- 1934 – Udo Jürgens osztrák énekes († 2014)
- 1935 – Johnny Mathis amerikai énekes
- 1935 – Szabados Tamás magyar operatőr, rendező († 2024)
- 1937 – Gary Hocking rhodéziai autóversenyző († 1962)
- 1941 – Reine Wisell (Reine Tore Leif Wisell) svéd autóversenyző († 2022)
- 1944 – Rolla János Kossuth-díjas magyar hegedűművész († 2023)
- 1946 – Jochen Mass német autóversenyző († 2025)[1]
- 1947 – Gyürki István magyar színész († 2024)
- 1947 – Marc Bolan angol énekes, a T. Rex együttes alapítója († 1977)
- 1951 – Barry Marshall Fiziológiai és orvostudományi Nobel-díjas orvos
- 1961 – Crystal Bernard amerikai színésznő
- 1961 – Eric Stoltz amerikai színész
- 1961 – Eric Van De Poele belga autóversenyző
- 1962 – Frank Rijkaard holland labdarúgó, edző
- 1964 – Anthony Delon francia származású amerikai színész
- 1975 – Marion Cotillard francia színésznő
- 1979 – Primož Kozmus szlovén kalapácsvető
- 1980 – Martina Hingis szlovák születésű teniszbajnoknő
- 1980 – Stefan Lindemann német műkorcsolyázó
- 1980 – Molnár Andrea magyar színésznő
- 1980 – Christian Cantwell amerikai súlylökő
- 1985 – Hetrovics Marcell magyar tornász
- 1989 – Tobi Atkins ausztrál színész
- 1997 – Max Verstappen holland autóversenyző, Formula–1 pilóta

## Halálozások
- 419 vagy 420 – Szent Jeromos (Sophronius Eusebius Hieronymus) ókeresztény író, egyházatya (* 340 körül)
- 1848 – gróf Zichy Ödön császárhű politikus, Görgei Artúr kivégezteti (* 1809 körül)
- 1891 – Georges Boulanger francia tábornok, jobboldali politikus (* 1837)
- 1897 – Lisieux-i Szent Teréz karmelita szerzetes, egyháztanító (* 1873)
- 1913 – Rudolf Diesel német mérnök, a dízelmotor feltalálója (* 1858)
- 1918 – Szabó Ervin könyvtáros, társadalomtudós (* 1877)
- 1927 – Samuel Garman amerikai természettudós (* 1843)
- 1930 – Rátz László tanár (* 1863)
- 1936 – Balló Ede magyar festőművész (* 1859)
- 1936 – Ilosvay Lajos kémikus (* 1851)
- 1939 – ’Sigmond Elek vegyészmérnök, az MTA rendes tagja (* 1851)
- 1955 – James Dean amerikai színész (* 1931)
- 1969 – Bán Frigyes háromszoros Kossuth-díjas filmrendező, érdemes művész (* 1902)
- 1971 – Adorján Imre csíki földbirtokos, közéleti szereplő, lapszerkesztő, magyarországi országgyűlési képviselő (* 1884)
- 1979 – Ewald Boisitz osztrák autóversenyző (* 1945)
- 1985 – Simone Signoret Oscar-díjas francia színésznő (* 1921)
- 1985 – Charles Richter amerikai szeizmológius (földrengés-kutató), a Richter-skála megalkotója (* 1900)
- 1990 – Michel Leiris francia író és etnológus (* 1901)
- 1994 – André Michel Lwoff Nobel-díjas francia mikrobiológus (* 1902)
- 2006 – Sütő András Kossuth-díjas erdélyi magyar író, drámaíró (* 1927)
- 2019 – Horváth Eszter Liszt Ferenc-díjas magyar operaénekesnő (* 1938)
- 2019 – Jessye Norman ötszörös Grammy-díjas amerikai opera-énekesnő (szoprán) (* 1945)

## Nemzeti ünnepek
- Botswana nemzeti ünnepe
- Helyi önkormányzatok napja Magyarországon 2000-től az Országgyűlés 57/2000. (VI.16.) határozata alapján, annak emlékére, hogy 1990-ben ezen a napon tartották az első önkormányzati választásokat.
- A népmese napja Magyarországon (2005-től)